# 1810 (numero)
Milleottocentodieci (1810) è il numero naturale dopo il 1809 e prima del 1811.

## Proprietà matematiche
- È un numero pari.
- È un numero composto da 8 divisori: 1, 2, 5, 10, 181, 362, 905, 1810. Poiché la somma dei suoi divisori (escluso il numero stesso) è 1466 < 1810, è un numero difettivo.
- È un numero sfenico.
- È esprimibile come somma di due quadrati: 1810 = 1521 + 289 = 392 + 172.
- È un numero di Harshad nel sistema numerico decimale, cioè è divisibile per la somma delle sue cifre.
- È un numero intero privo di quadrati.
- È un numero odioso.
- È parte delle terne pitagoriche (190, 1800, 1810), (928, 1554, 1810), (1086, 1448, 1810), (1232, 1326, 1810), (1810, 4344, 4706), (1810, 32736, 32786), (1810, 163800, 163810), (1810, 819024, 819026).